# Агайдека

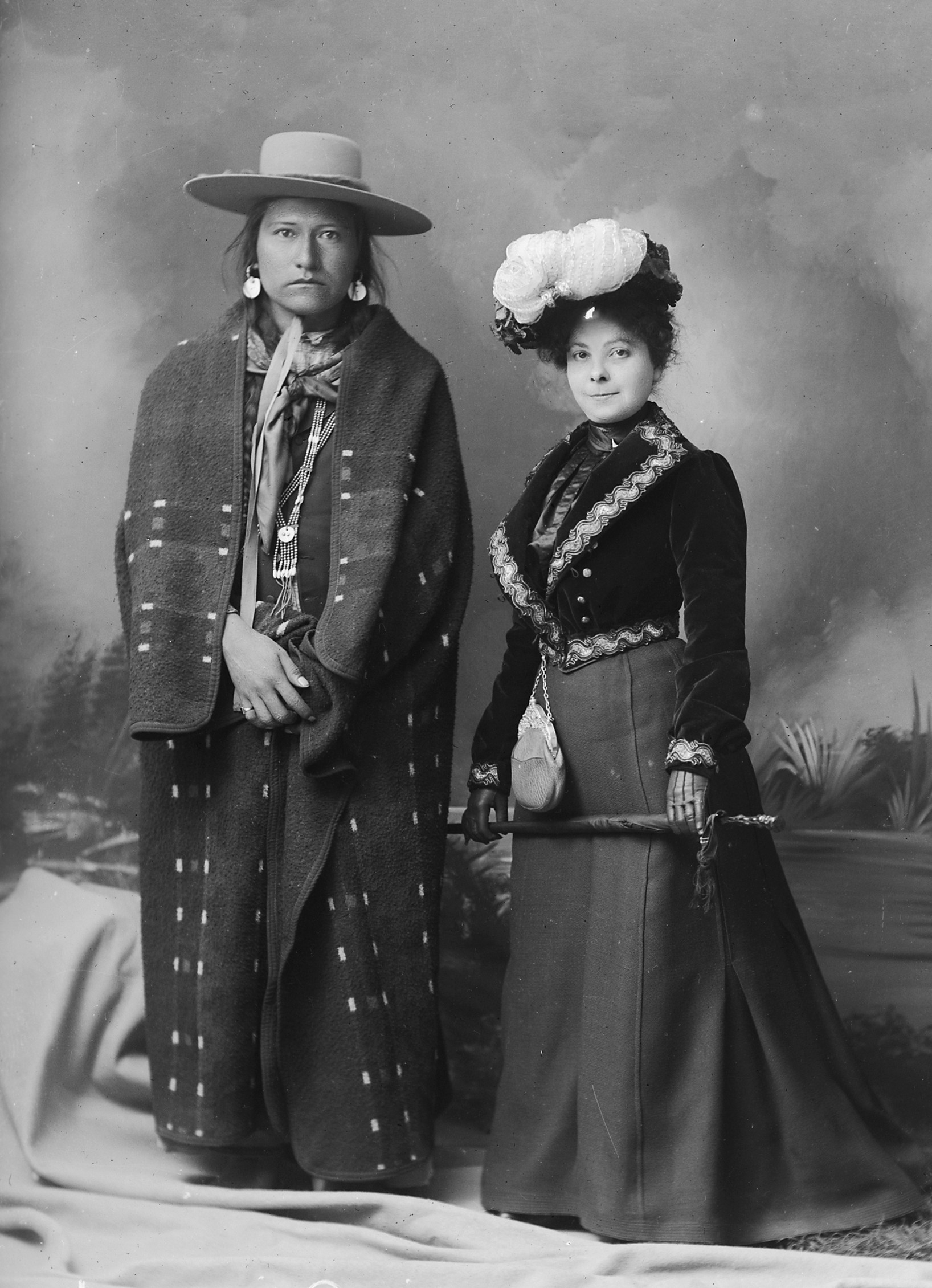
Тиндур, вождь агайдека, вместе с женой, ок. 1897 г. Фотография Бенедикта Ренстеда

Агайдека, лемхи, лемхи-шошоны — индейское племя в США, известное также как «Едоки лосося». Обитали ранее на территории современного штата Айдахо — в долине реки Лемхи, вдоль гор Биверхэд и Лемхи, ныне большинство проживает в индейской резервации Форт-Холл.

## История
После приобретения лошадей в XVIII веке агайдека восприняли культуру равнинных племён и отправились на охоту на бизонов. Совершали длительные походы на Великие равнины где враждовали с кроу и конфедерацией черноногих. Были тесно связаны со своими соседями по Плато и Скалистым горам — флатхедами и не-персе, которые присоединялись к ним для торговли и для военных походов против враждебных племён.  В XIX веке агайдека занимали долину реки Лемхи, вдоль гор Биверхэд и Лемхи.
Экспедиция Льюиса и Кларка столкнулась с ними в верховьях реки Миссури в 1805 году. Примерно в 1850 году к агайдека присоединились банноки, около 100 человек, которые пришли с юга, где проживали вместе с другими северными шошонами. С середины XIX века верховным вождём агайдека был Тендой, известный лидер шошонов, который был наполовину банноком. Он стал вождём после того, как предыдущий лидер, Тиовандуа был убит белыми людьми на территории современного округа Баннок.
В 1875 году для агайдека была создана резервация Лемхи, которая располагалась на их традиционной территории и занимала площадь в 259 км². В 1907 году резервация была ликвидирована и её жителей отправили в Форт-Холл, лишь немногим удалось избежать депортации и остаться в районе реки Салмон.

## Население
В 1860-х годах индейские агенты оценили численность агайдека, включавшую, проживающих с ними банноков и тукудека, в 1200 человек. В 1875 году на территории резервации Лемхи проживало 700 человек. В 2010 году, согласно переписи населения в США, чистокровные агайдека насчитывали лишь 14 человек, остальные смешались в резервации Форт-Холл с другими шошонами и банноками.